# Römisch-katholische Kirche in Estland
Die römisch-katholische Kirche in Estland ist Teil der römisch-katholischen Weltkirche.

## Geschichte
Obwohl die christliche Tradition der Esten bis in das erste Jahrtausend zurückreicht, kann man erst ab dem 13. Jahrhundert von einem organisierten Christentum sprechen. Damals gab es drei Diözesen auf estnischem Gebiet: Tartu (Dorpat), gegründet 1224, Tallinn (Reval), gegründet 1229, und Ösel-Wiek mit Sitz in Haapsalu (Hapsal), gegründet 1263. Sowohl Bischöfe als auch Priester waren sämtlich Ausländer (Dänen und Deutsche); eigentümlicherweise wurde kein einheimischer Klerus herangebildet. So sind bis zum 20. Jahrhundert nur zwei ethnisch estnische Priester bekannt.

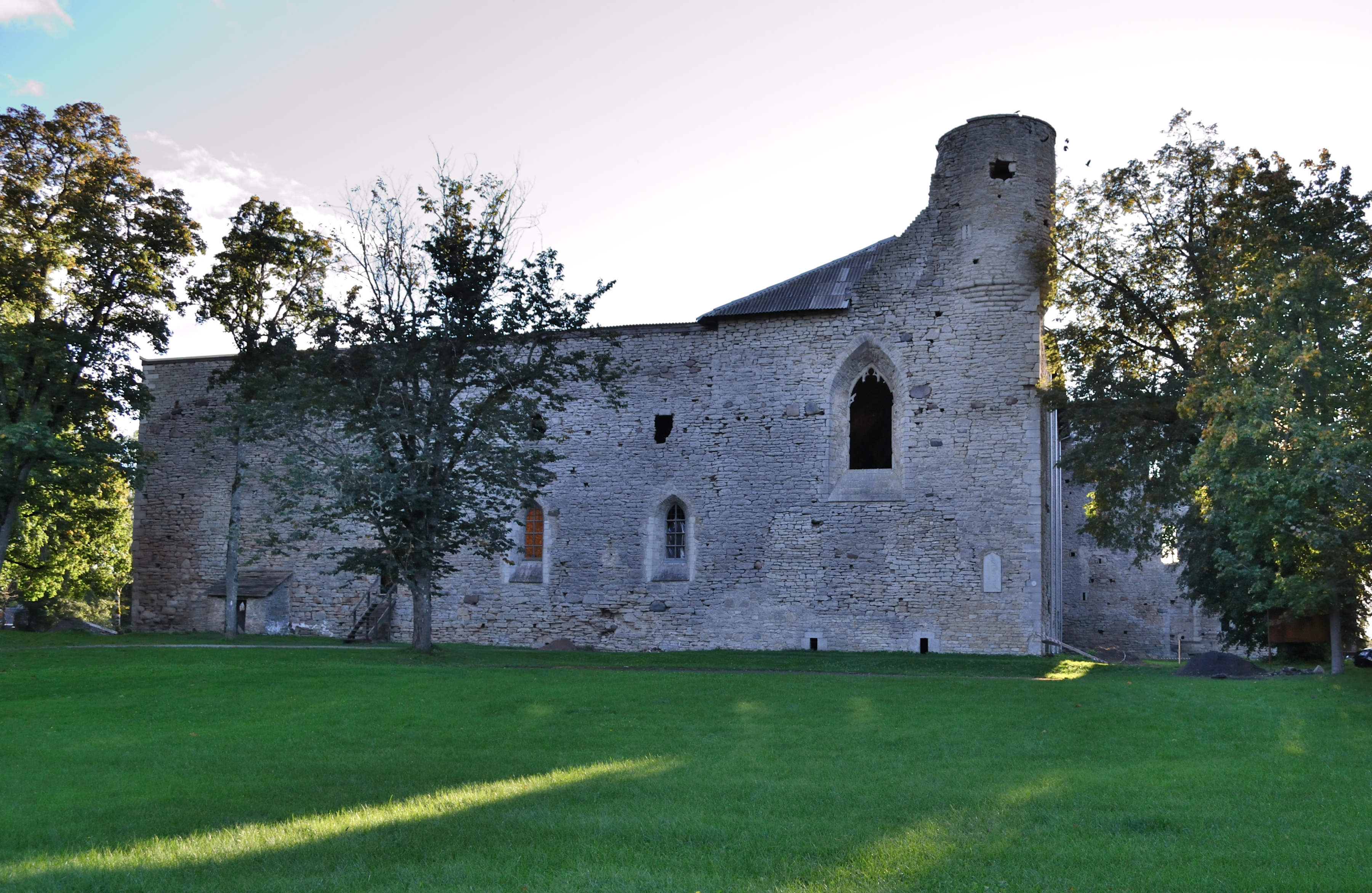
Kloster Paddis

Im 15. Jahrhundert hatte Estland 94 Pfarrbezirke mit Kirchen und Kapellen sowie 15 Klöster. Nur drei Klöster befanden sich dabei außerhalb von Städten: die Zisterzienser-Klöster Falkenau (gegründet 1228) und Paddis (gegründet 1310) sowie das Kloster St. Brigitten in Pirita, auch Marienthal genannt (gegründet 1407).
Das 15. Jahrhundert brachte den Hansestädten, und damit ganz Estland, einen außerordentlichen Wohlstand, damit aber auch „Prunk und Prahlsucht, unmässige Schwelgerei und Unzucht unter den Regenten und Untertanen.“ Bei den Machtkämpfen in Alt-Livland zwischen den Landesherren, d. h. den Bischöfen, und dem Deutschen Orden und Städten standen die Erstgenannten natürlich für die „alte Kirche“, während die Städte sich von der Reformation neue Verbündete erhofften. So ist es dann auch nicht verwunderlich, dass die Stadträte bei der Einführung der Reformation ab 1524 eine besondere Rolle spielten.
Das vorläufige Ende des Katholizismus in Estland begann mit dem Russisch-Livländischen Krieg im Jahr 1558. Am 18. Juli 1558 kapitulierte Tartu (Dorpat) vor den Russen, die Bischof Hermann II. Wesel nach Moskau schickten. Im September 1559 verkaufte Johannes von Münchhausen sein Bistum Ösel-Wiek an König Friedrich II. von Dänemark. Nachdem Mitte April 1560 der erste lutherische Bischof Estlands, Herzog Magnus von Holstein, in Estland eintraf, erwarb er am 29. Juni 1560 auch das Bistum Tallinn (Reval) von Bischof Moritz von Wrangel.
Mit dem Frieden von Altmark im Jahr 1629 ging ganz Livland an Schweden. Für Estland bedeutete diese Eroberung durch das protestantische Schweden die vollständige Ersetzung des bisherigen katholischen Kirchenwesens. Die Umstrukturierung wurde dabei vor allem dadurch begünstigt, dass die katholischen Landesherren (Bistümer und Orden) nicht mehr existierten, die deutsche Oberschicht, welche Polen als Fremdmacht empfanden, auf der Seite des schwedischen und dänischen Königs standen, die größeren Städte bereits die Reformation angenommen hatten und es keine einheimische, d. h. estnische Geistlichkeit gab. So bedeutete letztlich die Vertreibung der Katholiken aus Tartu (Dorpat) im Jahr 1626 das Ende letzter katholischer Strukturen in Estland.
Für die nächsten fast 150 Jahre, von 1626 bis 1774, ist kein Katholizismus in Estland dokumentiert. Jedoch kann davon ausgegangen werden, dass es nach der Neuordnung der staatlichen Kirchenpolitik unter Zar Peter I., Estland gehörte nach dem Großen Nordischen Krieg seit 1710 zum Russischen Zarenreich, wieder katholisches Leben gegeben hat. Im russischen Heer und Staatsapparat dienten eine Vielzahl von Katholiken, dazu zogen auch katholische Handwerker und Kaufleute in die Städte ein, deren Gesamtzahl im Jahr 1770 auf 1.500 Personen geschätzt wurde. So soll es seit 1722 geheime Gottesdienste in Privathäusern gegeben haben. Mit Sicherheit ist bekannt, dass in Tallinn (Reval) von 1774 bis 1779 ein Kapuzinerpater residiert hat, der das ganze Land seelsorglich betreute.
Erst mit der Gründung der Erzdiözese Minsk-Mahiljou im Jahr 1783 erhielt das Gebiet Estlands wieder eine kirchenrechtliche Struktur, indem es im Jahr 1785 in das Dekanat Riga eingegliedert wurde. Am 18. Januar 1786 fand erstmals wieder ein offizieller katholischer Gottesdienst statt, die Zahl der Katholiken wird zu diesem Zeitpunkt mit 284 angegeben. Am 10. April 1798 wandte sich der Kommandant der Revaler Garnison an die städtischen Behörden und verlangte für seine etwa eintausend polnischen Soldaten eine Kirche sowie einen Priester. In diesem Zusammenhang sind erstmals wieder residierende katholische Geistliche belegt, nachdem 1799 polnische Dominikaner mit der Seelsorge in ganz Estland beauftragt wurden.

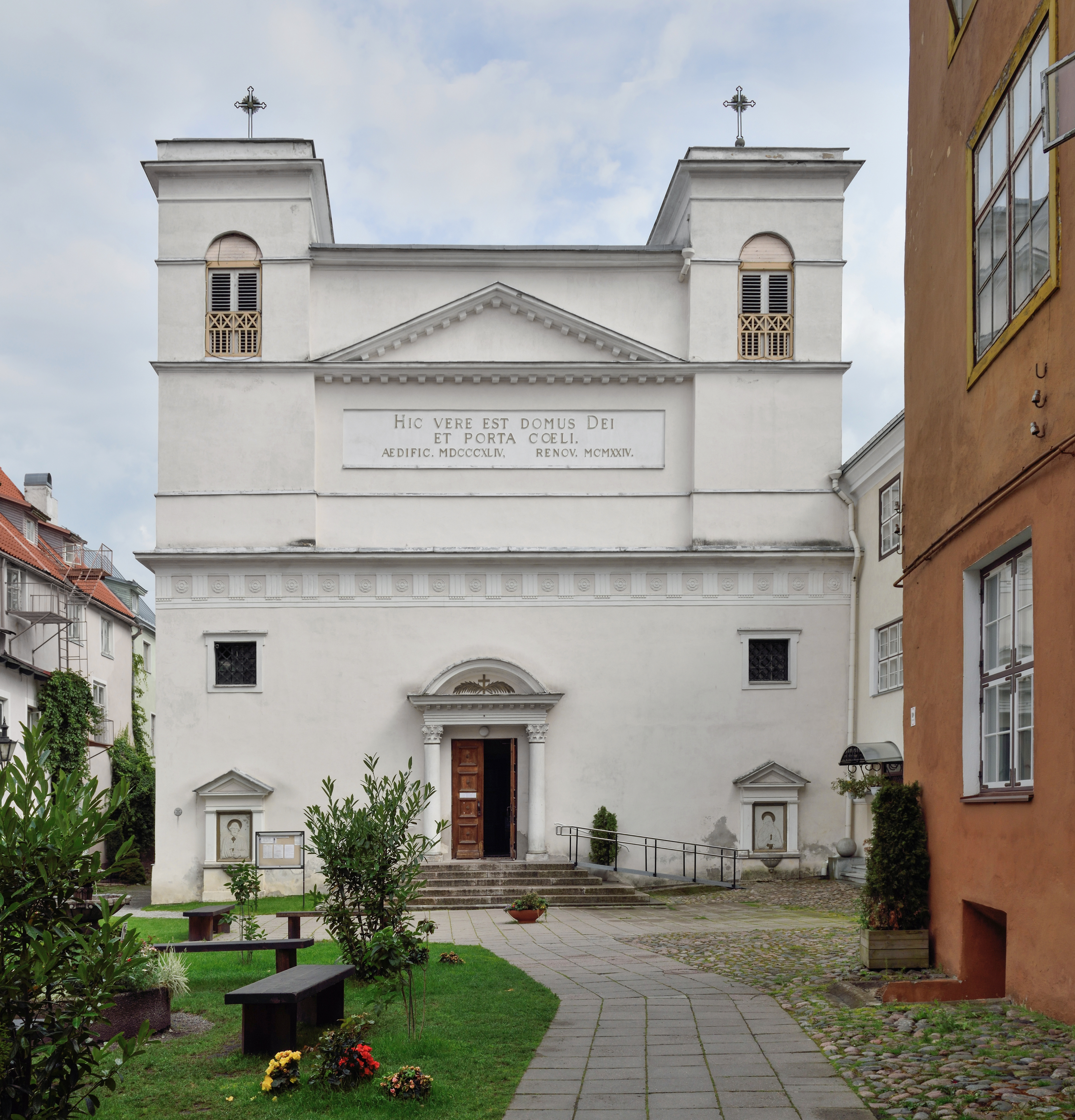
St. Peter und Paul, Tallinn

Jedoch erst fast ein halbes Jahrhundert später, am 26. Dezember 1845, wurde in Tallinn mit der Pfarrkirche St. Peter und Paul wieder ein katholisches Gotteshaus geweiht, das erst heute die Bischofskirche von Estland ist. Die Katholiken in Narva (Narwa) wurden ab 1835 von Jamburg aus betreut, hatten aber keine eigene Kirche. Diese wurde erst im Jahr 1907 eingeweiht und war bis zur Zerstörung im Jahr 1943 die größte katholische Kirche in Estland. Die Pfarrei in Tartu (Dorpat) wurde im Jahr 1848 errichtet, von 1849 bis 1893 wurde sie von Priestern betreut, die an der dortigen Universität als Dozenten tätig waren. Eine Kirche gibt es in Tartu (Dorpat) seit 1899. Die Katholiken in Valga (Walk) gehörten bis 1915 zur Pfarrei in Tartu (Dorpat), obwohl sie bereits seit 1908 im Besitz einer eigenen Kirche waren.
Nach dem Ende des Ersten Weltkrieges blieb es bei diesen vier Pfarreien, die weiterhin zum Erzbistum Minsk-Mahiljou gehörten. Damals gab es etwa 5.000 Katholiken in Estland (Tallinn: 2.333, Tartu: 1.073, Narva: ca. 600, Valga: ca. 800).
Die Unabhängigkeit Estlands (24. Februar 1918) verlangte auch eine Neustrukturierung der kirchlichen Jurisdiktion. In einem ersten Schritt wurden dabei im Jahr 1918 die katholischen Gemeinden in Estland aus dem Erzbistum Minsk-Mahiljou herausgelöst und in das lettische Bistum Riga eingegliedert. In der neueren Kirchengeschichte gilt es dabei als einmalig, dass das kirchliche Territorium eines unabhängigen Staates jurisdiktionell zu dem eines anderen Staates gehörte. Nachdem im Jahr 1921 der spätere Erzbischof Antonino Zecchini, zunächst Apostolischer Visitator, ab 1922 Apostolischer Delegat für Estland, mit der Reorganisation der Katholischen Kirche in Estland betraut wurde, kam es schließlich am 1. November 1924 zur Gründung der Apostolischen Administratur für Estland, wobei Antonino Zecchini erster Apostolischer Administrator wurde.
Trotz der rechtlichen Gleichstellung der Katholischen Kirche mit den anderen christlichen Kirchen und des Engagements der in Estland tätigen deutschen Jesuiten, vor allem von Pater Henri Werling SJ, der am 13. Februar 1928 mit Säravad Tähed (dt. Leuchtende Sterne) erstmals eine katholische Zeitschrift veröffentlichte, kann man für die Zeit bis 1930 lediglich von einer „verwaltenden Seelsorge“ sprechen, nachdem es auch im Hinblick auf die Ausdehnung des Landes, die große Anzahl der Stationen und die Vielsprachigkeit der Katholiken nicht gelungen war, eine ausreichende Anzahl von Priestern für die kirchliche Arbeit in Estland zu erhalten.

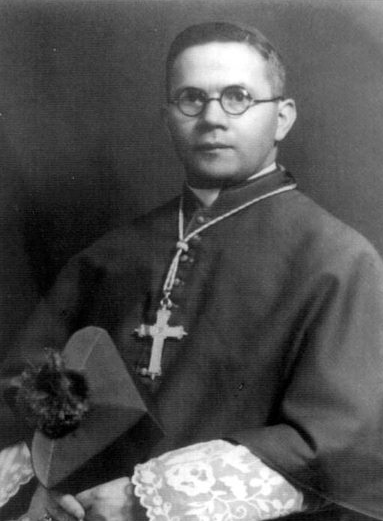
Eduard Profittlich

Zu einer grundlegenden Veränderung der Situation kam es Ende 1930, als Pater Eduard Profittlich SJ nach Estland kam. Er erkannte sehr schnell, dass die Arbeit dort nur durch die Heranführung auch der estnischen Bevölkerung an die katholische Kirche erfolgreich sein konnte. Nachdem Eduard Profittlich kurze Zeit später, am 13. Mai 1931, zum neuen Apostolischen Administrator ernannt worden war, begann er mit einer grundlegenden Neuorganisation.
Nach Jahren fruchtbarer Arbeit in Estland kam es ab September 1939 in der Folge des sog. Hitler-Stalin-Paktes zu einer massiven Einengung der Arbeit der Katholischen Kirche und ihres inzwischen zum Titularerzbischof ernannten und zum Bischof geweihten Oberhirten, wobei mit der gewaltsamen Annexion Estlands durch die Sowjetunion am 17. Juni 1940 schließlich auch die sowjetischen Religionsgesetze geltend gemacht und mit administrativen Zwangsmaßnahmen durchgesetzt wurden. Auch die katholische Kirche hat schwer unter der sowjetischen Repression gelitten, unter anderem ist Erzbischof Eduard Profittlich am 22. Februar 1942 in sowjetischer Gefangenschaft gestorben.
Obwohl die sowjetische Regierung immer wieder die Religionsfreiheit propagierte, begann auch nach dem Ende des Zweiten Weltkrieges bald wieder die religiöse Verfolgung mit Bespitzelungen, Hausdurchsuchungen und Verhaftungen. Dabei wurde auch Pater Henri Werling, seit der Verhaftung von Eduard Profittlich Apostolischer Administrator ad interim, deportiert. Obwohl es möglich war, wenigstens zwei Gemeinden in Estland wieder seelsorgerisch zu betreuen, tat die kommunistische Regierung alles, um die Verhältnisse in Estland denen in der übrigen Sowjetunion anzugleichen. So bestand die größte Schwierigkeit der Kirche darin, dass der in der Verfassung verankerte Grundsatz der Trennung von Kirche und Staat von der sowjetischen Zentralregierung ständig missachtet und verletzt wurde, was einen gänzlichen Verlust der kirchlichen Autonomie bedeutete. In dieser Folge blieb der Religionsunterricht in den Schulen verboten, katholische Organisationen erhielten keine Gründungs- und Versammlungsgenehmigung, auch durfte keine katholische Literatur gedruckt werden. Die Vorbereitung der Kinder zur Erstkommunion war ebenso verboten wie jede aktive Teilnahme von Kindern und Jugendlichen am Gottesdienst, dazu wurde ein großer Teil des Kircheneigentums beschlagnahmt. Unter diesen Voraussetzungen entwickelte sich die Katholische Kirche in Estland wieder zu einer „Nationalkirche“ der Polen und Litauer; es gab vielleicht noch fünf bis zehn katholische Esten, so dass man sich wieder auf dem Stand von 1918 befand.

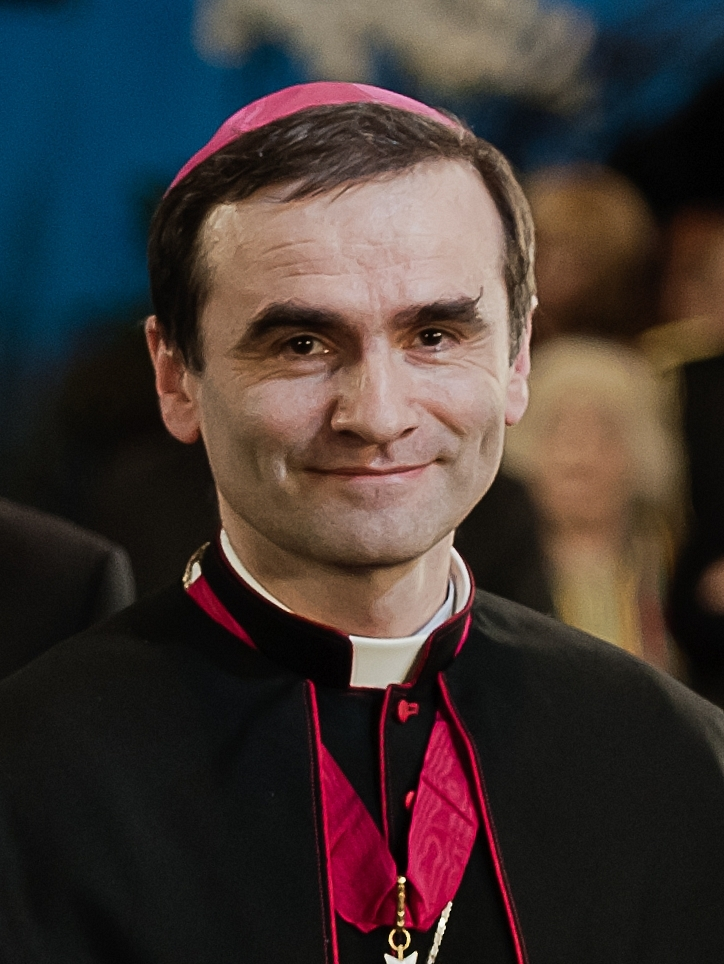
Philippe Jourdan, Apostolischer Administrator seit 2005, Diözesanbischof von Tallin seit 2024

Nach langen Jahren der Okkupation kam es in der Folge der Perestroika Michail Gorbatschows ab 1988 zu neuen Autonomiebestrebungen in Estland. Einziger katholischer Priester in Estland zu dieser Zeit war Rein Õunapuu, der bereits seit 1987 die alleinige Verantwortung für die estnischen Katholiken trug. Nicht zuletzt unter Ausnutzung intensiver Kontakte mit Paul Verschuren, dem Bischof von Helsinki, über den er auch die Verbindung mit dem Heiligen Stuhl aufrechterhielt, gelang es ihm mit großem Engagement, die Situation der kleinen Kirche in Estland in der schwierigen Phase des Umbruchs durch zahlreiche Taufen (ca. 200) und Konversionen (ca. 150) zu stabilisieren und trotz der sich verändernden Lebensumstände der Menschen auch weiter zu etablieren. Im Jahr 1991 nahm mit Rein Õunapuu erstmals ein estnischer Geistlicher an einer europäischen Bischofssynode teil, wo sein dort gehaltenes Referat zur Situation der Katholischen Kirche in Estland nicht nur große Beachtung fand, sondern auch dazu führte, dass sich der Vatikan erstmals ganz konkrete Vorstellungen von der jurisdiktionellen Neuordnung des Baltikums, Russlands und den Nachfolgestaaten der Sowjetunion machte.
Nachdem der Heilige Stuhl die völkerrechtswidrige Annexion Estlands niemals anerkannt und die dortige Apostolische Administratur über fünfzig Jahre hinweg konsequent als sedisvacantia rerum politicarum causa bezeichnet hatte (siehe auch unten), setzte Papst Johannes Paul II. mit Erzbischof Justo Mullor García am 15. April 1992 wieder einen Apostolischen Administrator für Estland ein. Sein Nachfolger wurde am 9. August 1997 Erzbischof Erwin Josef Ender, der schließlich am 15. November 2001 von Erzbischof Peter Zurbriggen abgelöst wurde. Alle drei genannten Apostolischen Administratoren vertraten dabei gleichzeitig auch den Papst als Apostolischer Nuntius in Estland, Lettland und Litauen (mit Sitz in Vilnius). Erst am 23. März 2005 bekam Estland mit Philippe Jean-Charles Jourdan wieder einen residierenden Oberhirten. Mit der Erhebung und Umbenennung der Apostolischen Administratur Estland zum Bistum Tallinn am 26. September 2024 wurde Philippe Jean-Charles Jourdan zu dessen erstem Diözesanbischof ernannt.
Apostolischer Nuntius in Estland ist seit Juni 2024 Erzbischof Georg Gänswein.

## Gegenwart
Bei der Volkszählung in Estland im Jahr 2003 haben sich 5.757 Personen zum Katholizismus bekannt, im Päpstlichen Jahrbuch Annuario Pontificio ist ihre Anzahl für 2022 mit 6.700 angegeben. Unter diesen waren die Esten die größte ethnische Gruppe. Es folgten die Polen, Litauer, Russen, die Ukrainer und Letten. Insgesamt gehören damit 0,5 % der Bevölkerung zur Katholischen Kirche, so dass man von einer ausgeprägten Diaspora sprechen kann.
2022 gab es in Estland zehn katholische Gemeinden (u. a. in Tallinn, Tartu, Pärnu, Valga, Ahtme, Narva und Sillamäe), dazu kommt eine Gemeinde des griechisch-katholischen Ritus (Tallinn). Unter Bischof Philippe Jean-Charles Jourdan wirken 13 Priester, darunter ein Ordenspriester und ein Mitglied der Personalprälatur des Opus Dei. Als weibliche Ordensniederlassungen sind die Missionarinnen der Nächstenliebe, Mutter Theresa Schwestern, Birgittenschwestern, Franziskanerinnen sowie eine Schwester vom Orden des Kostbaren Blutes vertreten.
Das ökumenische Klima ist ausgesprochen freundlich. So gehörte die Katholische Kirche im Jahr 1989 zu den Gründern des Rates der Christlichen Kirchen in Estland.